# レフ・カチンスキ
レフ・カチンスキ（ポーランド語: Lech Aleksander Kaczyński [ˈlɛx alɛkˈsandɛr kaˈt͡ʂɨj̃skʲi] ( 音声ファイル)、1949年6月18日 - 2010年4月10日）は、ポーランドの政治家、大統領。兄のヤロスワフと共に、一卵性双生児の政治家として知られる。2010年4月、カティンの森事件追悼70周年記念式典に出席するため搭乗していた大統領専用機の墜落事故により、同じく式典出席のため同行していた妻のマリアおよび多数の有力政府高官と共に死亡した。

## 略歴
- 1971年 - 1977年：グダンスク大学の科学職員
- 1977年：労働者保護委員会（「連帯」の前身）において政界入り。
- 1980年：「連帯」第1回会議代表
- 1980年8月：グダンスクでのストライキに参加し、スト委員会の法律顧問となる。
- 1983年 - 1984年：「連帯」の委員会の1つを率い、後にグダンスク労働組合議長となる。
- 1988年：「連帯」全ポーランド委員会書記
- 1989年：「連帯」全ポーランド委員会幹部会議員。上院議員に選出。
- 1990年：「連帯」全ポーランド委員会副議長
- 1991年：下院議員に選出。大統領官房国家安全保障局長となる。
- 1992年 - 1995年：中央聴講委員会議長、最高監督院議長
- 1990年代：「中道勢力の合意」連合の党首の1人
- 2000年 - 2001年：イェジ・ブゼク政権下で法務相
- 2001年春：兄のヤロスワフと共に、政党「法と正義」（PiS）を創設し、同年、議会選挙で投票数の9.5%を獲得する。
- 2001年：同党党首に選出
- 2002年：ワルシャワ市長
- 2003年：「法と正義」の党首職を兄のヤロスワフと交代
- 2005年：大統領に就任
- 2008年12月2日：来日
- 2010年4月10日：カティンの森事件追悼70周年記念式典の為、自身やマリア夫人を始めとするポーランド政府使節団が乗ったポーランド空軍所属ツポレフ154型専用機がロシア西部スモレンスクの北4kmにあるスモレンスク北飛行場[1]で墜落、乗員乗客96名全員が死亡した[2]。

## 人物

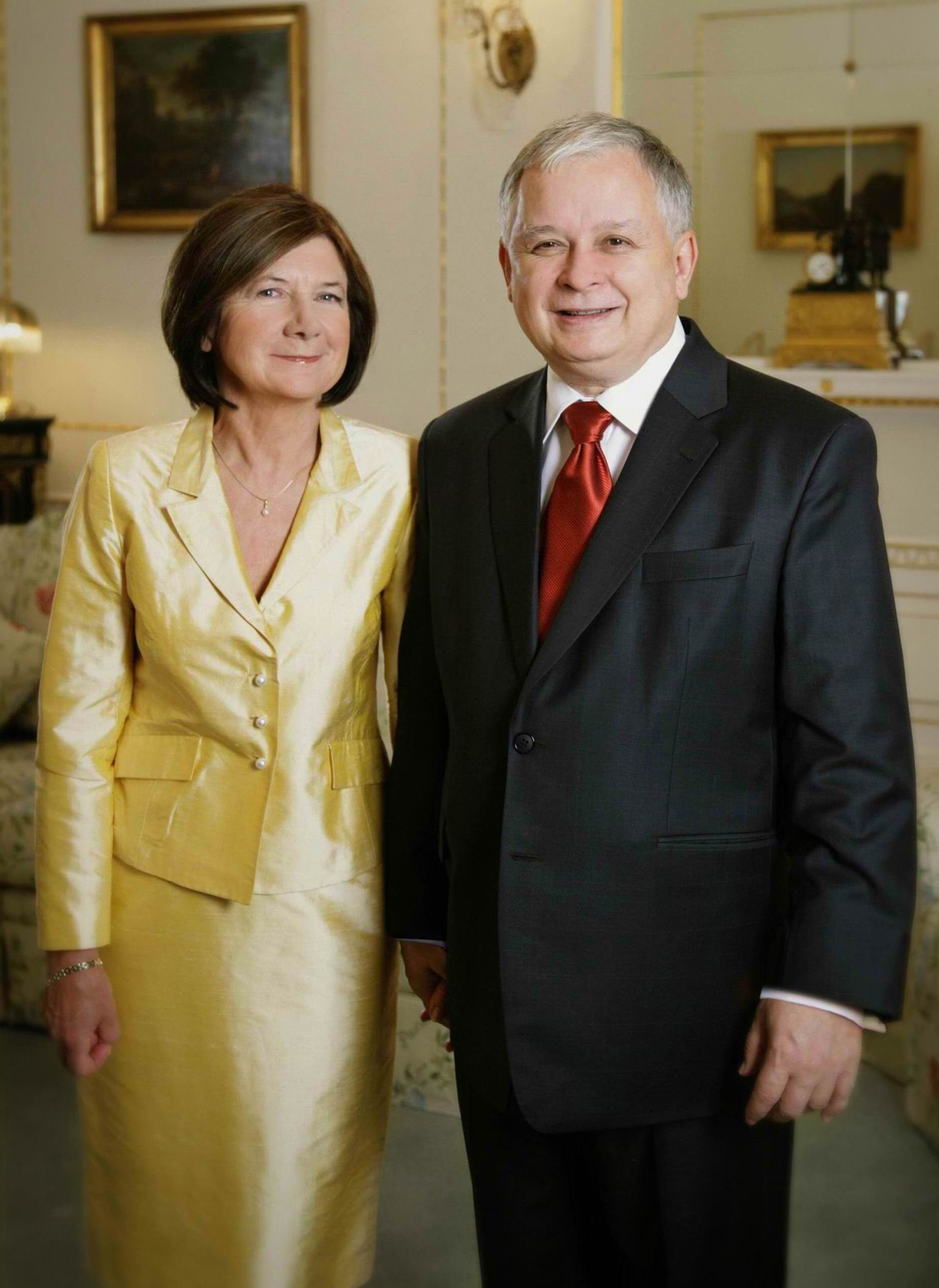
カチンスキ夫妻

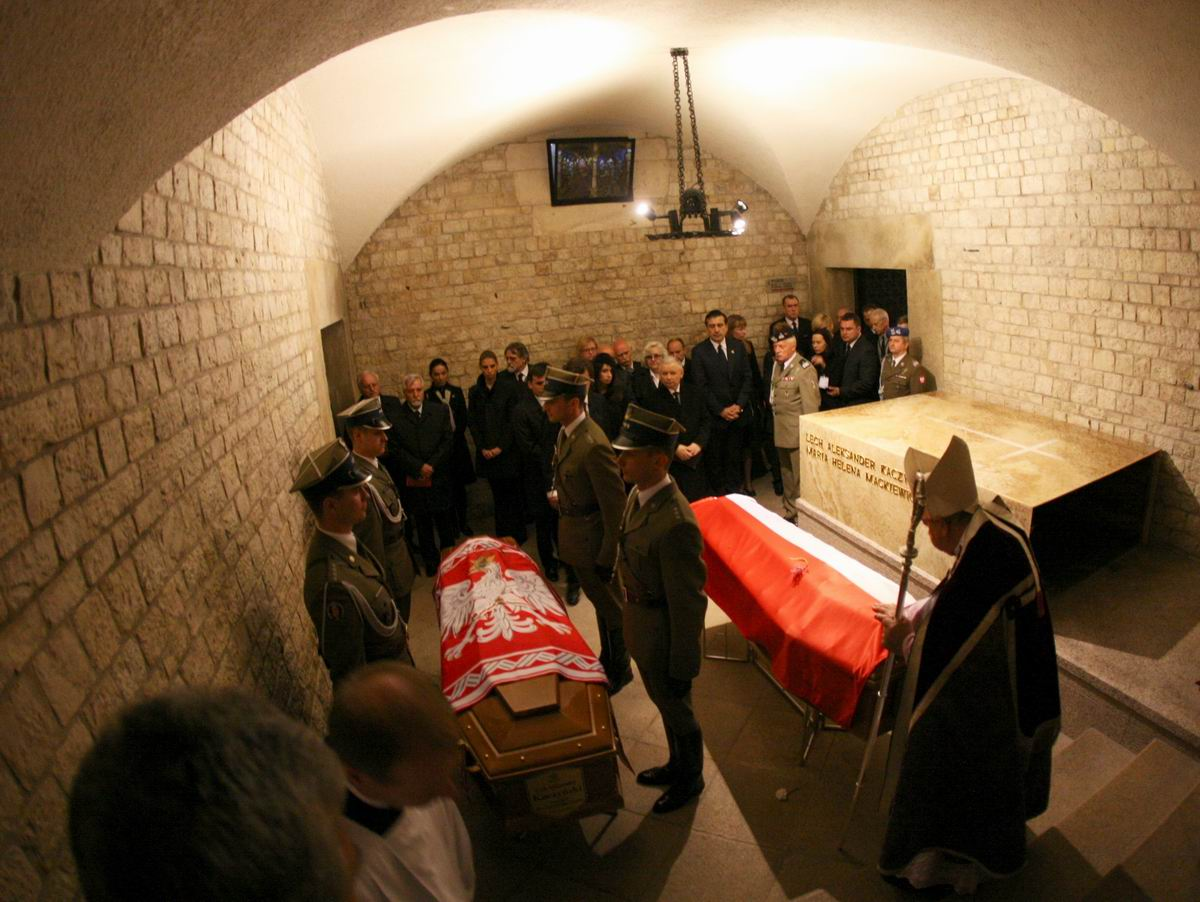
ヴァヴェル大聖堂における埋葬式

ワルシャワ出身。父のライムンドはエンジニアで、1944年のワルシャワ蜂起の際は地下組織軍として戦った。母ヤドヴィガは言語学者。妻マリアとはグダンスク大学時代に知り合い、1女をもうけた。
ワルシャワ大学とグダンスク大学の法学部を卒業し、法学博士の称号を持つ。
共産主義時代は連帯発足以前から、法律家の立場で労働者にその権利を説いた。アンジェイ・グヴィヤズダなどと共に連帯の発足に大きく関与し、共産主義崩壊とともに政治の表舞台へと出る。ワルシャワ市長就任後は高い政治手腕を見せ、ワルシャワ市民から高い人気を誇った。その後大統領に転身する。
趣味は歴史と哲学。子供時代、兄のヤロスワフと共に映画「月をぬすんだ双子」（1962年）に出演。レフはイヤツェック、ヤロスワフはプラツェックの役を演じた。